# Wspólnota administracyjna Deggingen
Wspólnota administracyjna Deggingen – wspólnota administracyjna (niem. Vereinbarte Verwaltungsgemeinschaft) w Niemczech, w kraju związkowym Badenia-Wirtembergia, w rejencji Stuttgart, w regionie Stuttgart, w powiecie Göppingen. Siedziba wspólnoty znajduje się w miejscowości Deggingen, przewodniczącym jej jest Hermann Stickel.
Wspólnota administracyjna zrzesza dwie gminy wiejskie:
- Bad Ditzenbach, 3 674 mieszkańców, 25,46 km²
- Deggingen, 5 456 mieszkańców, 22,70 km²